# Passovia subtilis
Passovia subtilis är en tvåhjärtbladig växtart som beskrevs av Kuijt. Passovia subtilis ingår i släktet Passovia och familjen Loranthaceae. Inga underarter finns listade i Catalogue of Life.